# شحن جوي

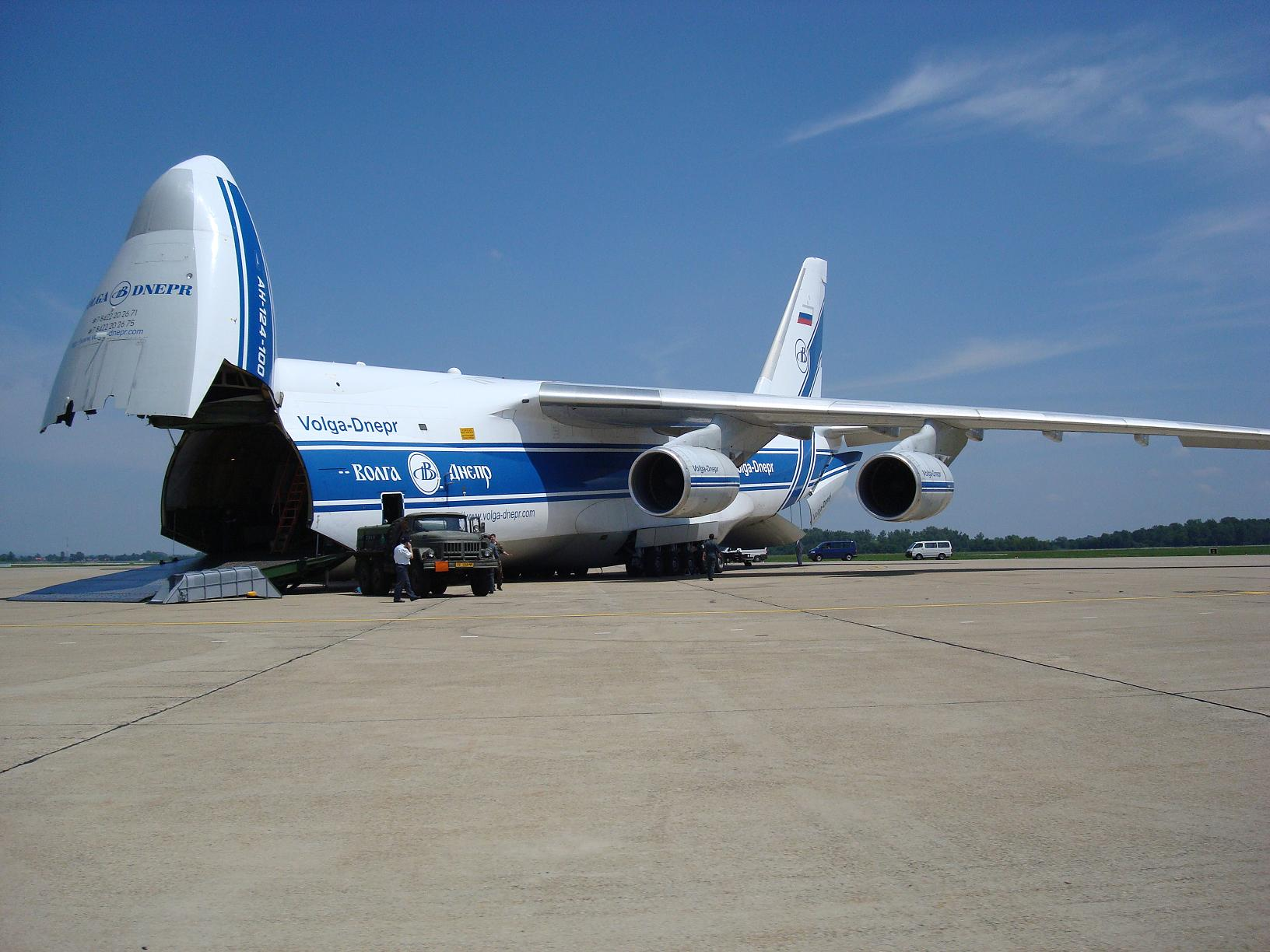
أن 124تابعة خطوط فولجا دنيبر الجوية تستعد للتحميل.

الشحن الجوي هي أي عملية نقل وتحميل في مركبة جوية. الشحن الجوي يضم عملية نقل البضائع جواً، وعمليات نقل البريد. ويشمل كل شبكات المعلومات والنقل الفعلي بالطائرات والمعدات والمخازن والمستودعات ومعدات المناولة والتغليف. ويتميز الشحن الجوي بالسرعة وإمكانية الأستجابة السريعة لمتطلبات النقل لمواجهة النقل الطارئ المطلوب كما يحصل في الكوارث الكبيرة وكذلك لنقل السلع سريعة التلف والمواد الطبية وغيرها.
ونظرا لأهمية دور الشحن الجوي قامت كثير من الشركات بتطوير الطائرات الخاصة بالشحن ونقل البضائع وزادت من أحجام إستيعابها وزودتها بأبواب كبيرة تسمح بتحميل الشحنات الكبيرة أو الطويلة وزادت من صلابة أرضياتها وجهزنها بكرات صلبة للتدحرج ونقاطا عديدة لتثبيت الشحنات بأنواعها كما زودت بعضها بروافع على امتداد هيكل الطائرة لتحريك الأوزان المختلفة
ويتم الشحن الجوي في عدة خطوات: 
1-اعداد الشحن للتصدير والتخطيط. وهي أول خطوة والتي لابد فيها أن يرجع مالك البضائع إلى دليل مناولة البضائع الصادر من الاتحاد الدولي للنقل الجوي، وذلك للاستعانة به في تحديد متطلبات التحميل والتخزين لشركات النقل الجوي ويجب الالتزام بكل بند من بنود المناولة
2-حساب وتحديد وزن الحمولة. لابد أن يكون مالك البضاعة على دراية ووعي وإلمام بالفرق بين الوزن الصافي والوزن الاجمالي والوزن القابل للتحميل حيث أن الوزن الصافي هو وزن البضاعة الفعلي، والوزن الإجمالي هو وزن البضاعة بعد التغليف ومع العبوات والحاويات، والوزن القابل للتحميل هو الوزن الحجمي. وذلك لان الحساب يتم على أساس الوزن الحجمي أو الوزن الاجمالي ايهما أعلى.
3-ترتيب الحجوزات مع وكيل الشحن الجوي. هناك إجراءات ومستندات لابد من أن تتوافر وترافق تخطيطات الترتيب وهذه الاجراءات والمستندات تختلف من شركة إلى شركة أخرى حسب كل دولة، وهذه المستندات مثل الفاتورة التجارية وقائمة التعبئة.
4-إعداد فاتورة مجرى الهواء. على كل من وكيل الشحن والشاحن إعداد فاتوره شحن جوي مع تفاصيل الشحن وتفاصيل الوجهة الصادرة والوجهة المستقبلة وتفاصيل جدول الرحلة مع كل شحنة.
5-النقل من مستودع شركه الطيران. يتم الشحن عقب تأكيد الحجز والتأكد من تفاصيل فاتورة الشحن الجوي ثم يتم نقل البضائع إلى محطة المستودعات المعنية من ناحية شركات الطيران أو من ناحية وكيل الشحن.
```
6-التخليص الجمركي. وفيها يتم تفتيش الشحن الجوي وهذا التفتيش يقوم به ضباط الجمارك واي وكالات حاكمه تنظم تصدير البضائع ويتم التفتيش من أجل تحديد أي مخالفات في وصف البضائع أو وزن الحمولة أو قياسات البضائع أو تواريخ الإنتاج أو تواريخ الصلاحية.
```

7-تحميل وتخزين البضائع. بعد إتمام المراحل ال6 السابقة يتم تحميل البضائع في جهاز تحميل الوحدة وتخزينها في جسم الطائرة وبعد ذلك تصدر شركة النقل فاتورة شحن جوي مؤكدة كدليل على عقد النقل. وبذلك تكون قد تمت إجراءات عمليه الشحن الجوي وتفعيلها

## طائرات النقل الحديثة

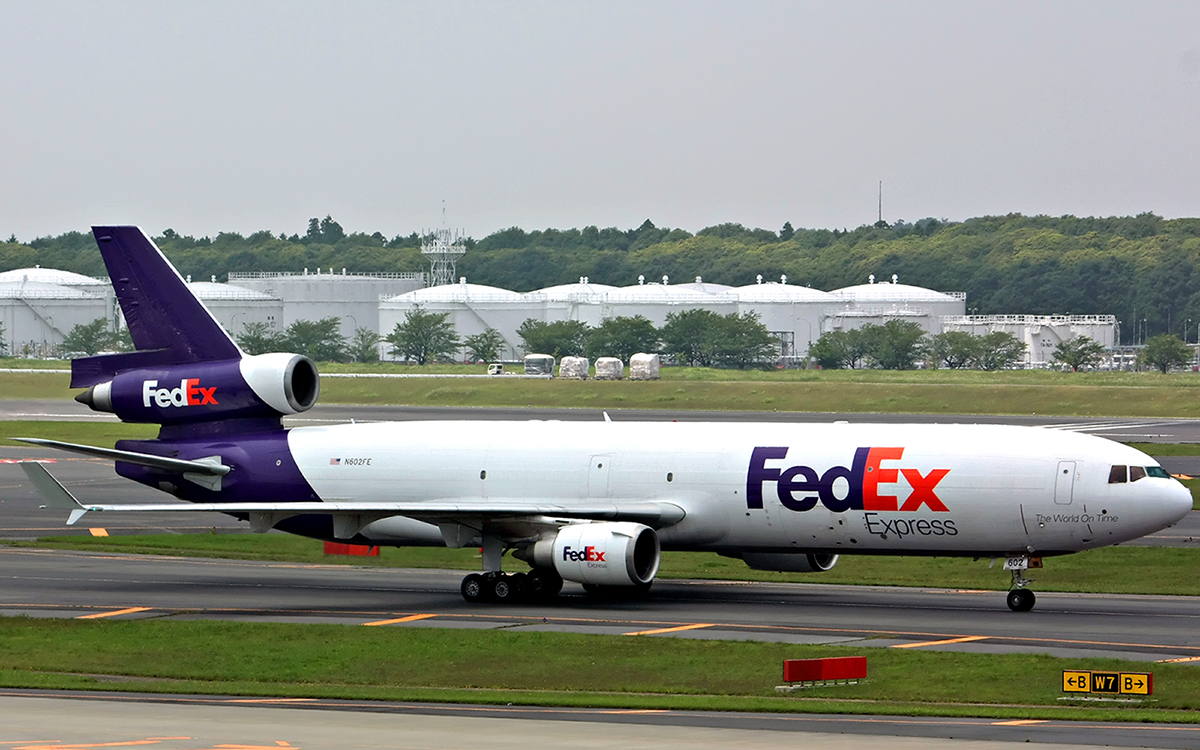
ماكدونل دوغلاس أم دي-11 تابعه لشركة فيديكس

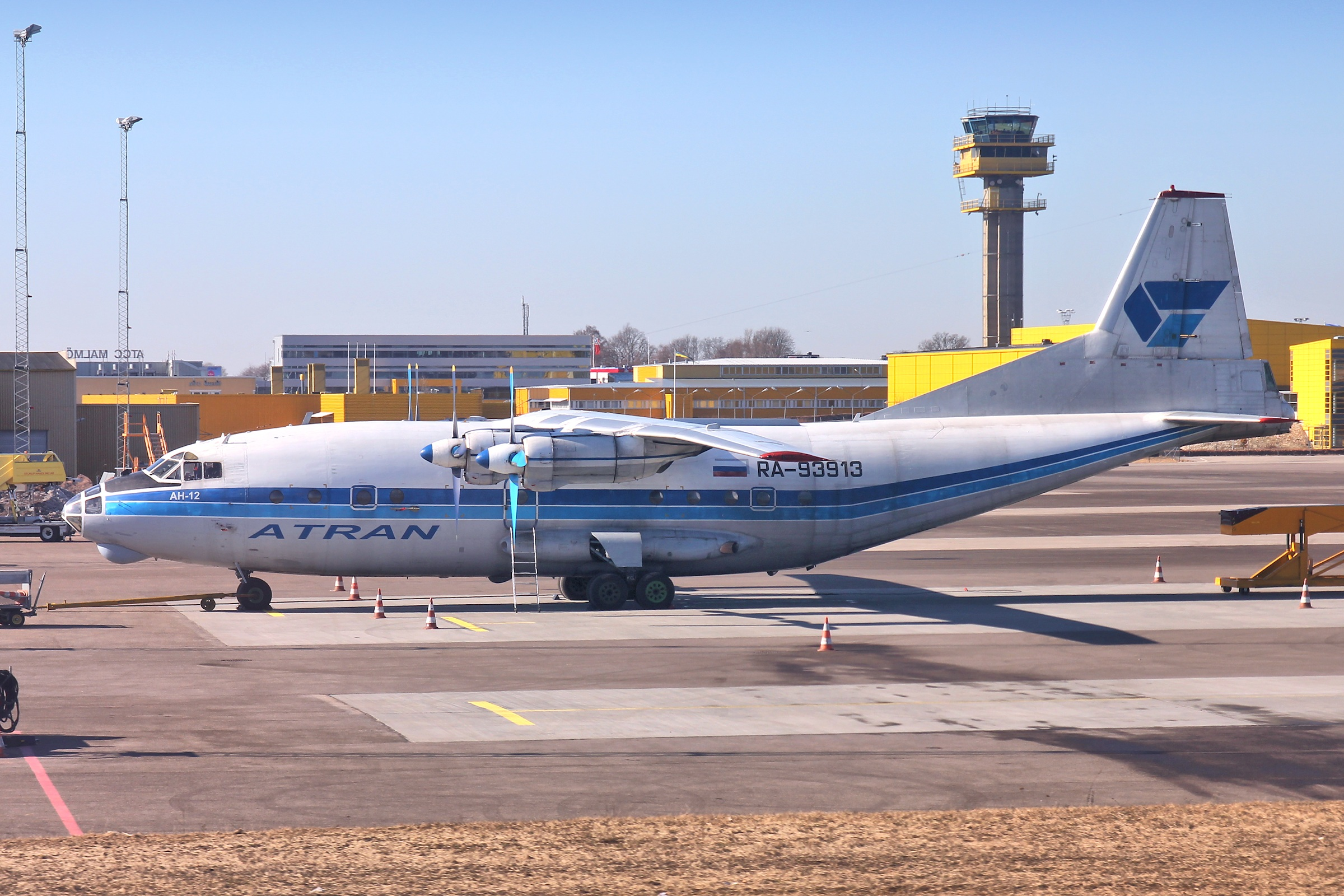
أنتونوف أن-12 لازالت في الخدمة بعد مرور 47 سنة، تابعه لشركة أتران (2011)

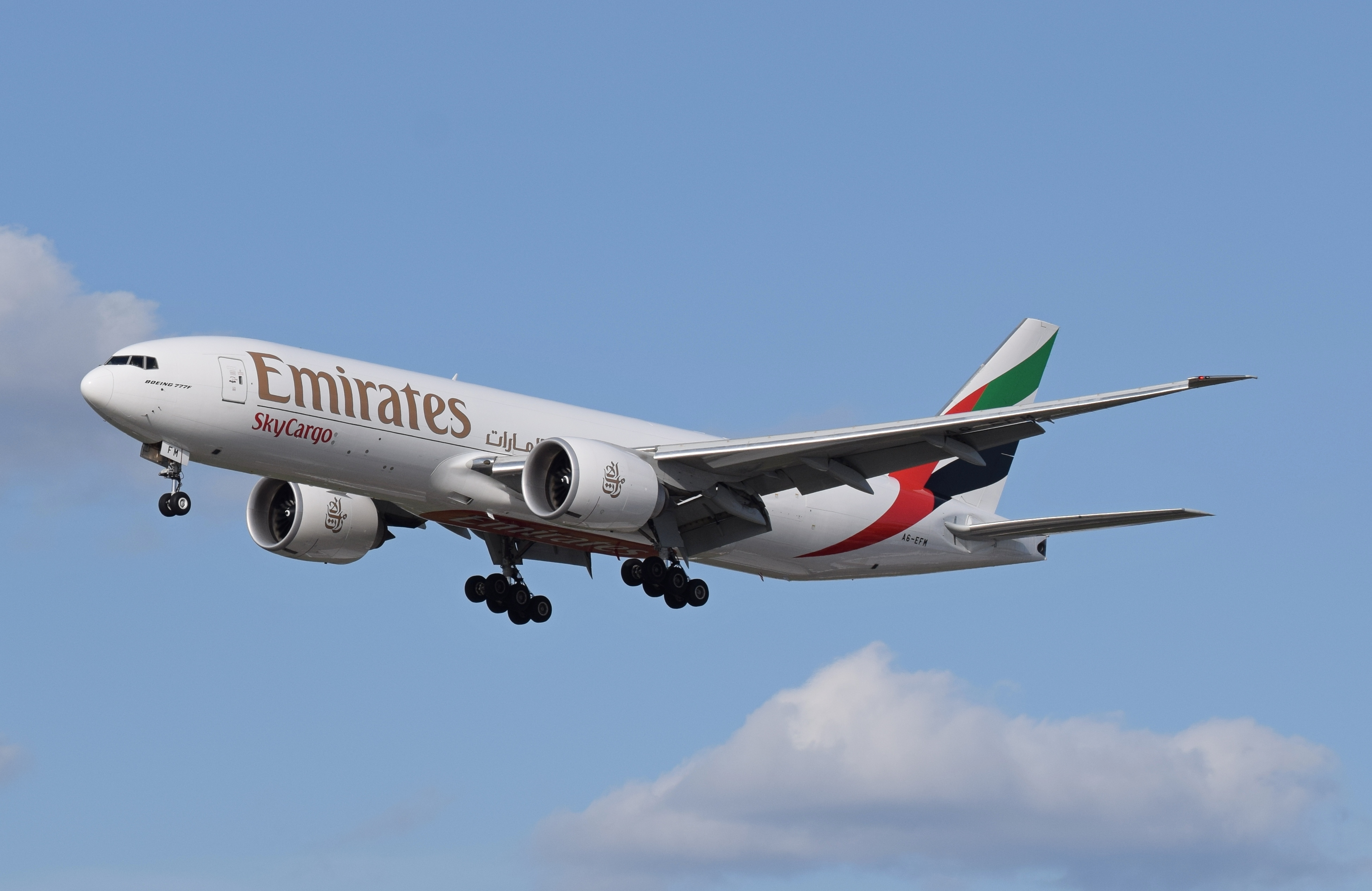
بوينغ 777 تابعه لشركة طيران الإمارات في مطار لندن هيثرو (2015)